# Final da Copa do Mundo de Ginástica Artística de 1978
A terceira Final da Copa do Mundo de Ginástica Artística foi realizada na cidade de São Paulo, na Espanha, em 1978 e contou com as provas do individual geral masculino e feminino.

## Medalhistas
| Evento           | Ouro                   | Prata               | Bronze                    |
| ---------------- | ---------------------- | ------------------- | ------------------------- |
| Masculino        |                        |                     |                           |
| Individual geral | URS Alexander Dityatin | USA Kurt Thomas     | URS Eduard Azaryan        |
| Feminino         |                        |                     |                           |
| Individual geral | URS Maria Filatova     | GDR Silvia Hindorff | URS Natalia Shaposhnikova |

## Quadro de medalhas
| Ordem | País            | Medalha de ouro | Medalha de prata | Medalha de bronze | Total |
| ----- | --------------- | --------------- | ---------------- | ----------------- | ----- |
| 1     | União Soviética | 2               |                  | 2                 | 4     |
| 2     | Japão           |                 | 1                |                   | 1     |
| 2     | Hungria         |                 | 1                |                   | 1     |
| TOTAL | TOTAL           | 2               | 2                | 2                 | 6     |